# Новикова, Любовь Петровна
Любо́вь Петро́вна Но́викова (10 ноября 1924 — 5 октября 2011) — звеньевая колхоза «Красный маяк».

## Биография
Родилась 10 ноября 1924 года в селе 2-е Катуховские Выселки (ныне — посёлок Панинского района Воронежской области). Русская.
С 1940 года — колхозница, звеньевая колхоза «Красный маяк».
За получение высокого урожая ржи на площади 8 га Новиковой Любови Петровне Указом Президиума Верховного Совета СССР от 18 января 1948 года присвоено звание Героя Социалистического Труда с вручением ордена Ленина и золотой медали «Серп и Молот».
Продолжала работу в колхозе, была звеньевой полеводческого звена колхоза «Красный маяк», в 1972—1979 — звеньевая свекловодческого звена этого же колхоза.
Жила в Воронеже. Умерла 5 октября 2011 года. Похоронена на Будённовском кладбище в Воронеже.
Награждена орденами Ленина, «Знак Почёта», медалями.